# Emanuel Herrera
Emanuel Herrera (Rosario, 13 aprile 1987) è un calciatore argentino, attaccante del Quilmes.

## Caratteristiche tecniche
Gioca come centravanti.

## Carriera
Comincia la sua carriera nelle giovanili del Rosario Central. Nel 2008 gioca nel Chacarita Juniors dove rimane fino al 2009, passando allo Sportivo Italiano nel 2010, anno in cui entra a far parte del Club Patronato. Le sue tre stagioni in Argentina non sono state buone, visto che ha giocato solo sedici volte e non ha segnato gol. Per questo motivo, il giocatore ha persino pensato di ritirarsi dal calcio. Tuttavia, e su raccomandazione del suo agente, ha deciso di emigrare nel calcio cileno.

### Unión Española
Nel 2012, passa all'Unión Española, con cui partecipa anche alla Coppa Libertadores, segnando 5 reti in 8 apparizioni. Il 6 luglio 2012 viene ufficializzato il suo passaggio al Montpellier, con cui firma un contratto triennale.

### Montpellier
Il 6 luglio 2012, Herrera ha firmato ufficialmente per il Montpellier per un valore di 3,5 milioni con un contratto triennale. Herrera è stato presentato con la maglia del Montpellier e ha ricevuto la maglia numero 11. La sua mossa è stata una sostituzione per Olivier Giroud che è partito per l'Arsenal in estate. Per quanto riguarda il suo movimento, l'allenatore René Girard ha dichiarato che Herrera è stato paragonato all'attaccante argentino Gonzalo Higuaín.

## Palmarès

### Club
- Coppa del Messico: 1

Tigres UANL: Clausura 2014

### Individuale
- Capocannoniere del campionato peruviano: 2

2018 (40 reti)
2020 (20 reti)